# Super Watermelon Island (Steven Universe)
Super Watermelon Island é o primeiro episódio da terceira temporada da série de animação americana Steven Universe, que estreou em 12 de maio de 2016 no Cartoon Network. Foi escrito e encenado (storyboard) por Joe Johnston e Jeff Liu. O episódio foi visto por 1.693 milhões de telespectadores.
O episódio resolve a ameaça de Malachite, estabelecida no final da primeira temporada. Após projetar-se mentalmente em um dos Stevens Melancia e descobrindo que eles fundaram uma civilização na Ilha Mask, Steven também encontra Malachite na ilha; ele diz às Crystal Gems, que se fundam em Alexandrite para derrotar de uma vez por todas Malachite.

## Enredo
O episódio começa com Steven acordando no corpo de um Steven Melancia, uma das melancias que ele criou em um episódio anterior. Steven vê que os Stevens Melancia criaram sua própria sociedade na Ilha da Máscara, completa com casas, empregos e rituais. O corpo de Steven Melancia é selecionado para um desses rituais e levado ao topo de um penhasco. De repente, da água abaixo, Malachite sobe e o devora inteiro.
Steven acorda no celeiro de sua família em seu próprio corpo e diz a Garnet, Pérola e Ametista que Malachite está ativa. Eles dizem a Steven para ficar com Peridot enquanto eles vão para a ilha para lutar contra Malachite. Steven projeta-se mentalmente para outro Steven Melancia para que ele possa ajudá-las, mas fique seguro.
Na Ilha da Máscara, as Crystal Gems se fundem em Alexandrite, e ela e Malachite começam a lutar. Durante a luta, Alexandrite acidentalmente destrói o teletransportador que as Crystal Gems usavam para se teletransportar para a ilha.
Enquanto Malachite ganha a vantagem, Steven reúne os assustados Stevens Melancia, que se refugiaram em uma caverna. Os Steven Melancia pegam suas armas e juntos vão à luta.
Malachite imobiliza Alexandrite em um bloco de gelo. Antes que ela possa terminá-la, os Stevens Melancia começam seu ataque, conseguindo derrubar e distrair Malachite por tempo suficiente para que Alexandrite se liberte. Quando Malachite começa a destruir os Stevens Melancia, Alexandrite volta a lutar. Ela logo ganha vantagem e derrota Malachite, que se desfaz em Lápis Lazúli e Jasper, ambas inconscientes.
Alexandrite se desfaz, exausta. Elas agradecem aos Stevens Melancia por sua bravura e desfrutam de um breve momento de celebração; mas de repente, a ilha começa a tremer e uma fissura gigante se forma na praia. Ametista consegue pegar Lápis, mas Jasper cai na imensa rachadura na crosta. Garnet percebe que o terremoto anuncia o surgimento da Drusa, uma arma subterrânea que ameaça destruir a Terra, e diz a Steven que ele deve acordar e perfurar o núcleo da Terra com Peridot para destruir a Drusa. Quando ele começa a recuperar a consciência, as Crystal Gems lembram a Steven que elas o amam.

## Elenco
- Zach Callison como Steven Universo / Stevens Melancia
- Kimberly Brooks como Malachite
- Jennifer Paz como Malachite
- Rita Rani Ahuja como Alexandrite
- Shelby Rabara como Peridot
- Estelle como Garnet
- Michaela Dietz como Ametista
- Deedee Magno Hall como Pérola
- Lápis Lazúli (cameo)
- Jasper (cameo)

## Produção
O episódio foi escrito e encenado (storyboard) por Joe Johnston e Jeff Liu e dirigido por Ki-Yong Bae e Sue Hong Kim (animação), Jasmin Lai (arte), Joe Johnston (supervisão) e Ian Jones-Quartey (co-produtor executivo). O episódio faz referência às viagens de Gulliver.

### Música
O episódio não inclui nenhuma música, mas apresenta músicas instrumentais "Watermelon Steven", "Malachite VS Alexandrite: Parte 1" e "Malachite VS Alexandrite: Parte 2", todas compostas por Aivi & Surasshu.

## Transmissão e Recepção
"Super Watermelon Island" estreou em 12 de maio de 2016 na Cartoon Network. Sua transmissão inicial americana foi vista por aproximadamente 1.693 milhões de telespectadores. Recebeu uma classificação doméstica de Nielsen de 0,46, o que significa que foi visto por 0,46% de todos os lares. O episódio foi o primeiro de um episódio de duas partes, que foi o primeiro episódio do evento especial "In Too Deep", no qual cinco novos episódios foram ao ar durante quatro semanas.
O episódio recebeu muitos elogios, especificamente com a conclusão do arco da história de Malachite e o progresso no arco da Drusa. James Whitbrook, da io9, declarou que o evento In Too Deep inteiro foi o "show no seu melhor" e disse que o episódio proporcionou um encerramento efetivo e satisfatório da história atual. Eric Thurm da A.V. Club, no entanto, foi mais crítico do episódio, dando ao episódio um B +, dizendo que a Drusa pareceu "cada vez mais atrasada" e que a luta de Malachite e Alexandrite carecia de "resolução de desafios emocionais" que tornava as cenas de luta mais agradável. No entanto, ele admitiu que estava "criticando por causa das altas expectativas".